# Elektron 1
Elektron 1 (ros. Электрон 1) – radziecki satelita naukowy, wystrzelony razem z Elektronem 2, do badania zewnętrznych i wewnętrznych pasów radiacyjnych na inklinacjach większych niż w ówczesnych podobnych badaniach amerykańskich. Oddzielenie się satelity od ostatniego członu rakiety nośnej nastąpiło jeszcze w czasie działania jego silnika. Człon ten kontynuował lot, wynosząc drugiego satelitę na orbitę o znacznie bardziej oddalonym od powierzchni Ziemi apogeum niż w przypadku  Elektrona 1.  
Statek pozostaje na orbicie, której trwałość szacuje się na 200 lat.
Prace nad satelitami rozpoczęły się w czerwcu 1960, po wydaniu odpowiednich dekretów („O zatwierdzeniu prac nad satelitą naukowym Elektron”) 9 maja 1960 i 13 maja 1961.

## Przyrządy naukowe
- licznik cząstek „miękkich”
- detektor protonów

Zestaw liczników scyntylacyjnych i półprzewodnikowych pracujących w czterech przedziałach energetycznych. W licznikach scyntylacyjnych użyto kryształów o grubościach 0,15 i 3 mm. Cieńszy rejestrował protony o energiach od 1,5 do 10 MeV. Grubszy, w dwóch przedziałach: 5-80 MeV i 9-30 MeV. Osłonę stanowiło aluminium o masie powierzchniowej 2 mg/cm² i ołów o grubości 15-20 mm. Licznik półprzewodnikowy osłonięty był podobną osłoną aluminiową i rejestrował protony o energiach od 1 do 5 MeV. Zliczenia były kumulowane w interwałach 15, 105 lub 465 sekund
- nadajniki  radiowe „Sygnał” i „Majak”, wysyłające sygnały o częstotliwościach: 19,943; 19,954; 20,005: 30,075 i 90,225 MHz.
- detektor mikrometeoroidów
- spektrometr mas
- eksperyment z ogniwami słonecznymi

Statek posiadał rejestrator danych, którego używano, gdy statek nie mógł przekazywać danych w czasie rzeczywistym do stacji naziemnych na terytorium ZSRR.